# 兒童安全座椅

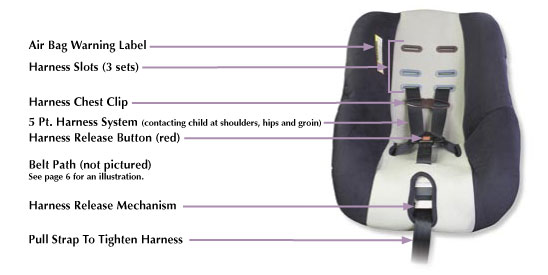
兒童安全座椅

兒童安全座椅是一種繫於汽車座位上，有束縛設備，僅供小童乘坐並能在發生車禍時，束縛着小童以保障小童安全的座椅。對兩歲至六歲孩童，安全肩帶與安全腰帶防止重傷的功效跟安全座椅一樣好；但安全座椅減少25%受輕傷的可能性。

## 各國法律

### 澳洲
新南威爾士:
- 在車內用手抱着孩童、嬰兒是違法行為。
- 多於一名孩童使用一條安全帶屬於違法。
- 如果在一個安裝了安全氣袋的前座乘客座位上使用兒童安全座椅便是違法[2]。

### 中國大陸
- 兒童安全座椅強制國家標準 GB27887-2011《机动车儿童乘员用约束系统》於2011年12月30日發佈，並於2012年7月1日實施。
- 虽然《中华人民共和国道路交通安全法》并无规定乘车儿童必须使用安全座椅，但在上海、深圳、山东等地的地方性道路交通法规里，则明确了4岁以下儿童需强制使用安全座椅。由于这一原因，在中国大陆，儿童安全座椅的使用率仅为1%，一线城市儿童安全座椅的使用率不足5%，因此有人大代表提出从国家层面出台规定兒童安全座椅的使用[3]。2021年6月1日起施行，修订后的《中华人民共和国未成年人保护法》规定，未成年人的父母或者其他监护人应当为未成年人采取配备儿童安全座椅的措施[4]。

### 紐西蘭
- 5歲以下孩童，必需使用合適的兒童安全座椅。
- 在有供應的情況下5歲至7歲孩童在車內必需使用兒童束縛設備。
- 7歲至14歲孩童必需使用安全帶，如果車輛沒有安裝安全帶，孩童則必需坐在後座。

### 台灣
小型車附載幼童安全乘坐實施及宣導辦法&汽車駕駛人及乘客繫安全帶實施及宣導辦法：
- 年齡在一歲以下或體重未達十公斤者，應安置於車輛後座之嬰兒用臥床或後向幼童用座椅，予以束縛或定位。
- 年齡逾一歲至四歲以下且體重在十公斤以上至十八公斤以下者，應坐於車輛後座之幼童用座椅，予以束縛或定位。
- 年齡逾四歲至十二歲以下或體重逾十八公斤至三十六公斤以下之兒童，應搭配使用符合國家標準（CNS）11497汽車用兒童保護裝置所稱之幼童用座椅或學童用座椅（或增高型座墊），並確實與汽車座椅連接穩固後，繫妥安全帶坐於車輛後座。但如其體型可依規定使用安全帶者，不在此限。
- 違反前述各項規定者，將處駕駛人新台幣一千五百元至三千元罰鍰。除外情形：救護車、計程車與幼童專用車可免適用。

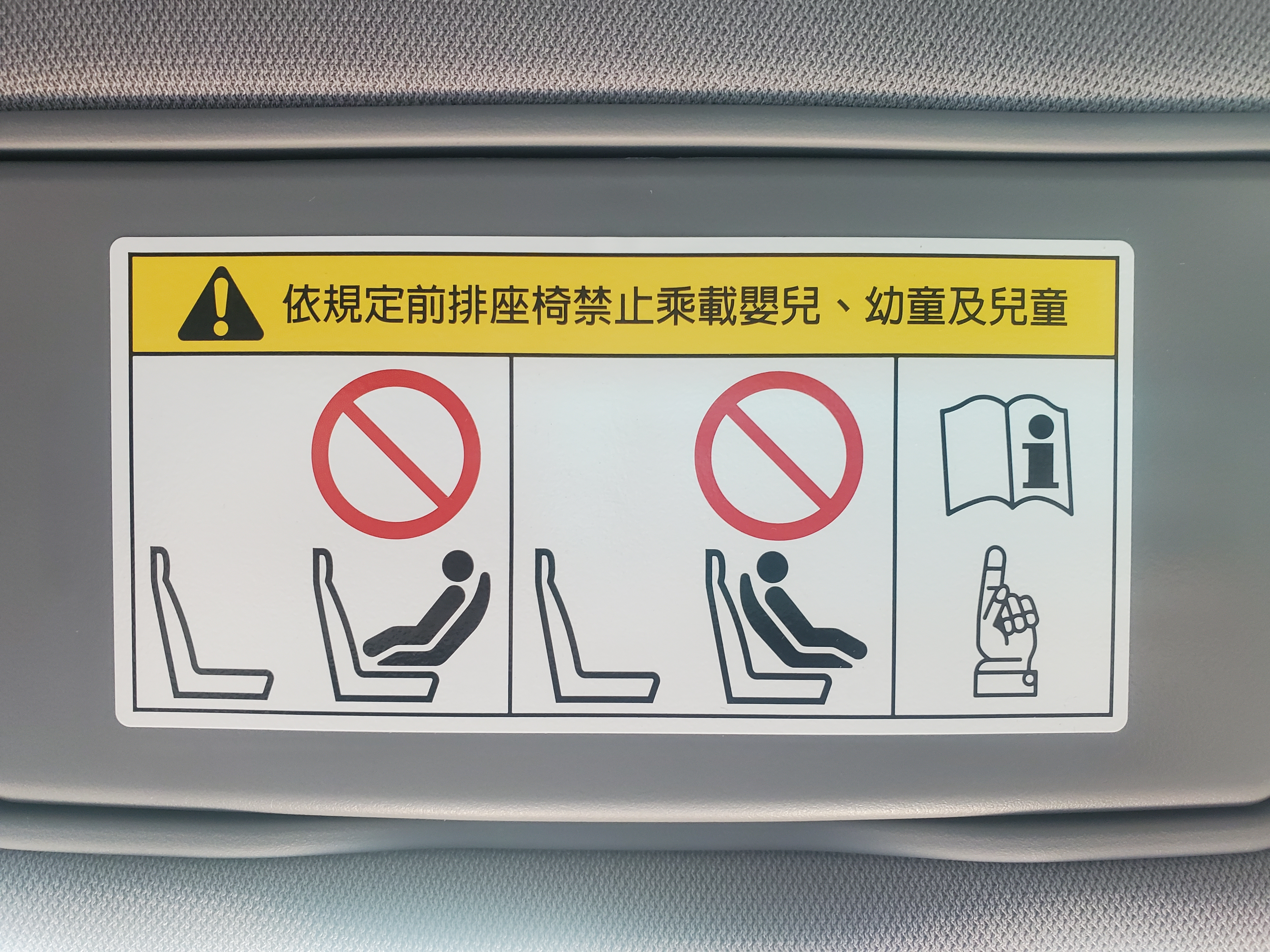
前乘客座兒童安全座椅警示標籤(繁體中文)

### 英國
英國在2006年9月18日通過法律：
- 3歲以下孩童，3歲至12歲或135厘米以下孩童在車內必需使用兒童安全座椅或加高座椅。例外的情況則包括：車輛後座沒有安裝安全帶；車輛是一輛計程車或孩童需要在緊急情況下乘車。

## 另見
- Isofix（ISO 13216）：固定兒童安全座椅的國際標準扣件

## 備註
1. ↑  精選書摘. . The News Lens 關鍵評論網. 2018-05-16  [2019-01-29]. （原始内容存档于2019-05-13） （中文（臺灣））.
2. ↑  .   [2007-02-23]. （原始内容存档于2007-02-17）.
3. ↑  .   [2019-10-30]. （原始内容存档于2019-10-30）.
4. ↑  . 北京日报客户端. 2021-05-28  [2021-06-01]. （原始内容存档于2021-06-03）.
5. ↑  .   [2013-02-03]. （原始内容存档于2020-09-26）.
6. ↑  .   [2013-02-03]. （原始内容存档于2020-09-26）.